# Antonin Nantel
Antonin Nantel (16 septembre 1839 - 29 juillet 1929) est un écrivain, journaliste, professeur et prêtre catholique canadien.

## Biographie
Né à Saint-Jérôme, il fait ses études au collège de Sainte-Thérèse, où il reçoit son diplôme en 1859. Il a pour compagnons d'études dans son cheminement scolaire le juge Adolphe-Basile Routhier et l'avocat Laurent-Olivier David.
À la fin de son cours classique, il prend la soutane en 1859 et reçoit l'ordre en 1862. Il est préfet des études de Sainte-Thérèse de 1862 à 1870, puis assume la présidence de l'institut.
Nantel écrit aussi plusieurs ouvrages de poésie. En 1880, il est maître ès arts à l'Université Laval, puis il devient chanoine honoraire à l'Université de Montréal en 1894. Il préside à l'inauguration du nouveau collège de Sainte-Thérèse en 1883.
En tout, il aura occupé une place importante dans le milieu enseignant pendant plus de soixante-sept ans, jusqu'en 1929, un fait remarquable dans l'histoire de l'éducation au Canada. Homme très pieux, il observait d'être toujours présent à la chapelle à la première heure du matin.
Il est mort le 29 juillet 1929 à l'âge de quatre-vingt-dix ans dans la petite ville de Sainte-Thérèse. Son neveu, l'avocat Joseph-Alphonse Beaulieu, a publié le recueil de ses mémoires en 1928. L'abbé et historien Élie-Joseph-Arthur Auclair, l'un de ses anciens étudiants, lui a rédigé une élogieuse notice biographique en 1933.
Le journaliste et député Guillaume-Alphonse Nantel était son frère.

## Œuvres et périodiques
- Petites Fleurs de poésie, 1868
- Fleurs de la poésie canadienne, 1869
- Petite Géographie des écoles canadiennes, 1871
- La Parole humaine, 1878
- Revue canadienne
- Annales thérésiennes